# Ceylonthee

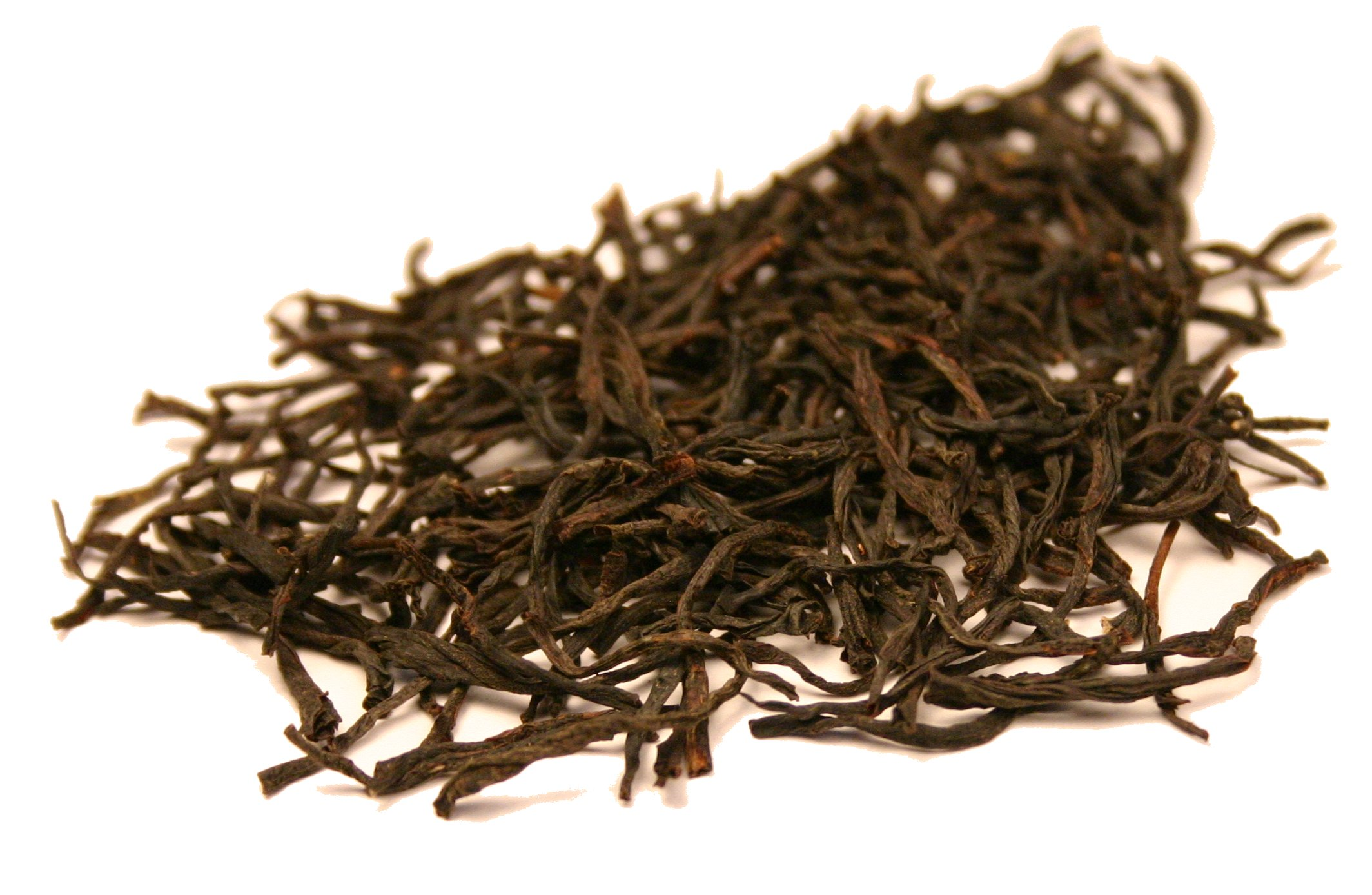
Uruwala Orange Pekoe, een typisch draderige zwarte ceylonthee.

Ceylonthee is thee afkomstig uit Sri Lanka (tot 1972 genaamd Ceylon). Sri Lanka levert een grote diversiteit aan thee, verschillend per district en bewerking. De zwarte thee kenmerkt zich door een verfrissend aroma met een vleugje citrus en wordt zowel ongemengd als gemengd gebruikt. Sinds enkele jaren wordt er ook groene thee verbouwd. Verder kenmerkt de witte thee zich door de exclusiviteit.

## Geschiedenis
Tot 1869 werd er voornamelijk koffie verbouwd op Sri Lanka. Er kwam een einde aan de productie omdat in dat jaar de koffieplant ziekte Hemileia vastatrix uitbrak en het grootste deel van de koffieplanten vernielde. De planters werden zich bewust dat er diversificatie moest plaatsvinden. Al eerder was James Taylor begonnen met het verbouwen van thee, eerst op kleine schaal, maar al snel nam de productie toe. Tussen 1873 en 1880 steeg de productie van 23 ton tot 81,3 ton en in 1890 was de totale productie al gestegen tot 22.900 ton.
Tot 1971 waren de meeste theebedrijven in Britse handen. Na de aanname van de ‘Land Reform Act’ kwam hier verandering in en kwam een groot deel van de bedrijven weer in lokale handen.
De totale productie aan thee op Sri Lanka bedroeg in 2004 308.100 ton met een totaal van 182.000 hectare aan gecultiveerd theeland. De theeveiling in Colombo was tot 2004 de grootste, tegenwoordig is dit de veiling in Mombassa (Kenia).

## Districten
- Dickoya: ten westen van het centrale gebergte.
- Dimbula: gebied ten zuidwesten van het centrale gebergte.
- Kandy: gebied rondom de historische hoofdstad Kandy.
- Maskeliya: ligt tegen de Adam’s Peak aan en is een subdistrict van Dimbula.
- Nuwara Eliya: op 2.100 meter gelegen midden in het centrale gebergte, ook wel het "champagne"-theegebied genoemd.
- Ruhuna: ook wel Morawak Korale genoemd. Laaggelegen gebied in het zuiden.
- Uva: gelegen ten oosten van het centrale gebergte en tegen Nuwara Eliya aan.